# 瓦尔拉布维迪亚纳加尔
瓦尔拉布维迪亚纳加尔（Vallabh Vidhyanagar），是印度古吉拉特邦Anand县的一个城镇。总人口29260（2001年）。

## 人口
该地2001年总人口29260人，其中男性16288人，女性12972人；0—6岁人口2372人，其中男1241人，女1131人；识字率83.21%，其中男性为87.83%，女性为77.41%。